# Catedral de Nuestra Señora de la Inmaculada Concepción (Maputo)
La Catedral de Nuestra Señora de la Inmaculada Concepción (en portugués:  Catedral de Nossa Senhora da Imaculada Conceição; oficialmente la Catedral Metropolitana de Nuestra Señora de la Inmaculada Concepción) es un edificio emblemático de la ciudad de Maputo, Mozambique, proyectado en 1936 por el ingeniero Marcial Freitas e Costa, e inaugurado en 1944.
Se encuentra situada en la Plaza de la Independencia (Praça da Independência) y tiene como características una altura interior de 16 m, y una torre con 61 m de altura. La nave tiene un largo de 66 m y un ancho de 16 m.
La catedral es la sede de la arquidiócesis de Maputo.

## Referencias

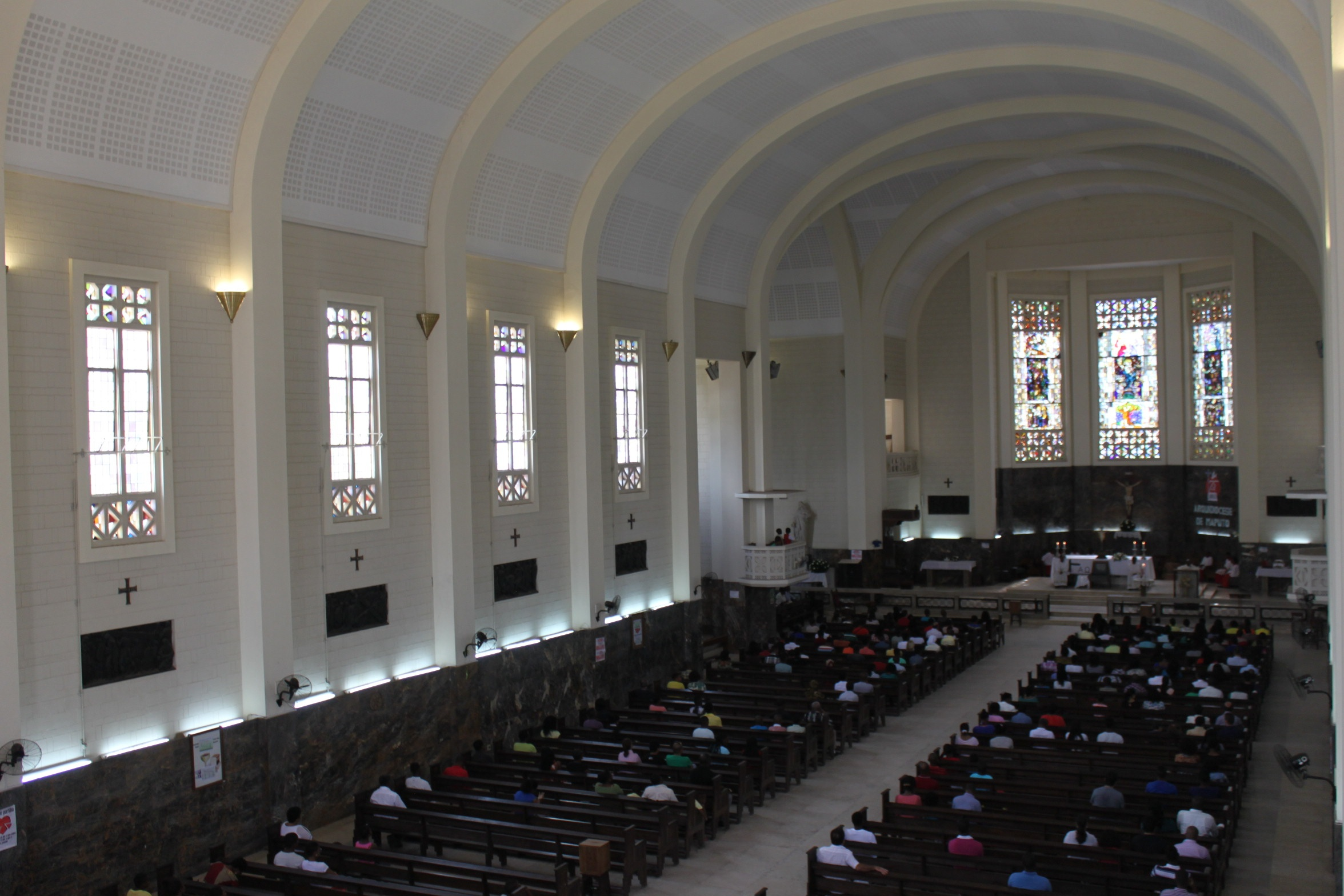
Interior de la catedral